# 威廉·索尔·威廉松
威廉·索尔·威廉松（1998年10月23日—）是一名冰島足球運動員，司職中場，現時效力英冠球會伯明翰足球會。
威廉松是前足球員威廉·托尔·托尔森之子.，他的弟弟布林约尔维·威廉松亦是一名足球員。

## 球會生涯

### 巴迪
2019年2月，威廉松加盟白俄羅斯球會巴迪。2022年2月，他與球會續約6個月。

### 前進伊高斯
威廉松在2022年7月轉投荷兰足球甲级联赛球會前進伊高斯，雙方簽約兩年，並在對阿爾克馬爾的比賽中首次上場。2023年8月，威廉松與球會續約至2026年]。

### 伯明翰城
2024年7月19日，威廉松轉投剛降級至英格蘭足球甲級聯賽的伯明翰城，簽約四年，轉會費不透露。他在球季揭幕日對雷丁的比賽首次上場，賽果為1-1，但他在下半場開始不久後因腳傷而離場。

## 國家隊生涯
威廉松在2019年1月15日首次代表冰島國家足球隊上場參加對愛沙尼亞的友誼賽。

## 榮譽
伯明翰城
- 英格蘭足球甲級聯賽冠軍：2024–25[12]
- 英格蘭足球聯賽錦標賽亞軍：2024–25[13]